# 南苑路 (北京)
39°49′53″N 116°24′05″E / 39.8315048°N 116.4014953°E
南苑路位于北京市丰台区境内，是北京南中轴路的一部分以及104国道的一部分，北与永定门外大街相接于南三环木樨园桥，南至南苑三营门，全长6.041千米。

## 历史
南苑路自元朝就是北京向南的官道。1935年永定门至大红门铺设了碎石路。1953年新辟南苑路，铺设砾石，由于拆迁问题至1959年全部建成。1965年铺设沥青。2005年底南中轴路改造完成，北京快速公交1线从木樨园经南苑路延伸至德茂庄。